# Xàraf-ad-Dawla
Xàraf-ad-Dawla o Abu-l-Fawaris Xirdhil Xàraf-ad-Dawla (~967 - 6 de setembre del 989) fou un emir, a vegades esmentat erròniament com a sultà, buwàyhida fill d'Àdud-ad-Dawla i d'una esclava turca.
El 967/968, quan només tenia uns 7 anys, el seu pare li va donar el feu (o més aviat el govern) del Kirman; el 977 va acompanyar al seu pare en la campanya per la conquesta de Bagdad, però el 983, poc abans de la mort del seu pare, fou enviat altre cop al Kirman amb l'objectiu d'allunyar-lo de la cort. Poc després moria Àdud-ad-Dawla sense deixar cap disposició sobre la seva successió i va començar la lluita entre els prínceps.
Samsam-ad-Dawla, germà petit de Xàraf-ad-Dawla, fou reconegut a Bagdad i l'Iraq pel califa, mentre Xàraf-ad-Dawla es va apoderar del quarter general buwàyhida al Fars, va fer matar el visir d'Àdud-ad-Dawla i va obtenir el suport dels caps militars, molts dels quals havien estat empresonats en temps del seu pare. No obstant va reconèixer la senioritat del seu oncle Muàyyid-ad-Dawla de Rayy fins que aquest va morir el 984, però després el va succeir el seu germà Fakhr-ad-Dawla, que va donar suport a Samsam-ad-Dawla al que va proclamar com a xahanxà (emir sènior) i Xàraf-ad-Dawla va refusar reconèixer-lo i va emprendre una ofensiva militar cap a l'Iraq, ocupant Ahwaz (Khuzestan) i Bàssora, que obeïen a Samsan el qual va haver de demanar la pau, signada sobre la base del reconeixement de la senioritat de Xàraf, acord que fou referendat pel califa (fou llavors quan va rebre el títol de Xàraf-ad-Dawla wa-Taj-al-Mil·la).
Però Xàraf-ad-Dawla va violar l'acord i va prosseguir la conquesta de l'Iraq i Samsam-ad-Dawla se li va rendir a Wasit sent empresonat a Fars. El 987 Xàraf-ad-Dawla entrava a Bagdad i fou rebut pel califa. Va reclamar llavors la supremacia sobre el seu oncle Fakhr-ad-Dawla assolint el títol de xahanxà. Va enviar un exèrcit al Jibal per castigar Badr ibn Hassanwayh, que havia donat suport a Fakhr, però aquests forces foren derrotats pel cap kurd; la tensió va continuar fins que Xàraf-ad-Dawla va morir sobtadament d'hidropesia el 6 de setembre del 989 quan només tenia 28 anys. Fou enterrat a Kufa.